# Axel Kauffmann
Axel Otto Tage Niels Basse (von) Kauffmann (født 10. oktober 1858 i Bordesholm, død 13. januar 1937 på Egholm) var en dansk officer og kammerherre, bror til Aage von Kauffmann.
Han var søn af generalløjtnant og kammerherre Heinrich Kauffmann, som 26. maj 1903 havde fået anerkendelse som dansk adelsmand, og hustru født Fønss, blev korporal ved 17. Bataljon, 1879 sekondløjtnant i fodfolket, 1881 premierløjtnant i 7. Regiment, blev 1883 forsat til Den Kongelige Livgarde, 1884 kammerjunker, 1890 ved Generalstabens taktiske Afdeling, og (til 1893) adjudant ved 1. Generalkommando, blev 1894 kaptajn ved 11. Bataljon, 1895 forsat til Livgarden og var 1898-1906 adjudant hos kong Christian IX. 1905 blev Kaufmann oberstløjtnant af infanteriet, 1908 oberst og chef for 4. Regiment og kammerherre, 1911 chef for Livgarden, 1913 chef for H.M. Kongens Adjudantskab og fik 1918 afsked fra Hæren.
Kauffmann blev Ridder af Dannebrogordenen, 8. april 1903 Dannebrogsmand, Kommandør af 2. grad og 9. oktober 1918 Kommandør af 1. grad af Dannebrog. Han bar desuden over tyve udenlandske ordener.
Han blev gift 10. oktober 1890 i Garnisons Kirke med Therese Fernanda Holmblad (16. oktober 1868 i København - 22. oktober 1923 på Rigshospitalet), datter af grosserer Jacob Arnold Christian Holmblad (1839-1904) og Harriet Arabella Wilhelmine Theodora Elisabeth Brücker.
I 1920 købte han herregården Egholm (kun hovedbygningen), som han ejede til sin død.
Han er begravet på Garnisons Kirkegård.